# Esphalmenus silvestri
Esphalmenus silvestri – gatunek skorka z rodziny Pygidicranidae i podrodziny Esphalmeninae.
Gatunek ten opisany został w 1902 roku przez Alfreda Borelliego jako Gonolabis silvestri. Do rodzaju Esphalmenus przeniesiony został w 1984 roku przez Alana Brindle’a.
Skorek o ciele długości od 10 do 12 mm. Głowę ma poprzeczną, żółtawą. Słabo poprzeczne przedplecze również jest żółtawe.  Barwa tułowia i odwłoka jest żółtawa do ciemnobrązowawej, przy czym środek odwłoka jest przyciemniony. Punktowanie na tergitach odwłoka jest delikatne i rozproszone. Ostatni tergit odwłoka ma u samca mały, kolcopodobny guzek ponad nasadami przysadek. U samca tylny brzeg przedostatniego sternitu odwłoka jest wydłużony. Przysadki odwłokowe (szczypce) mają od 2 do 2,5 mm długości, pozbawione są ząbków, a ich kształt jest u samca łukowaty. Genitalia samca cechują się słabo zesklerotyzowanymi paramerami o długich wyrostkach zewnętrznych.
Owad neotropikalny, znany z Chile i Argentyny.